# Município de Pleasant (condado de Hardin, Ohio)
O município de Pleasant (em inglês: Pleasant Township) é um município localizado no condado de Hardin no estado estadounidense de Ohio. No ano de 2010 tinha uma população de 8.338 habitantes e uma densidade populacional de 82,93 pessoas por km².

## Geografia
O município de Pleasant encontra-se localizado nas coordenadas 40° 41′ 06″ N, 83° 35′ 26″ O. Segundo a Departamento do Censo dos Estados Unidos, o município tem uma superfície total de 100.54 km², da qual 100.5 km² correspondem a terra firme e (0.04%) 0.04 km² é água.

## Demografia
Segundo o censo de 2010, tinha 8.338 habitantes residindo no município de Pleasant. A densidade populacional era de 82,93 hab./km². Dos 8.338 habitantes, o município de Pleasant estava composto pelo 96.33% brancos, o 0.82% eram afroamericanos, o 0.19% eram amerindios, o 0.36% eram asiáticos, o 0.13% eram insulares do Pacífico, o 0.92% eram de outras raças e o 1.25% pertenciam a duas ou mais raças. Do total da população o 2.09% eram hispanos ou latinos de qualquer raça.